# حفص بن البر
حفص بن البر المعروف باسم القوطي أو القرطبي، كان يعتبر مسيحيًا قوطيًا من القرن التاسع حتى العاشر الميلادي، وعالم لاهوتي ومترجم وشاعر، غالبًا ما يُذكر باسم آخر «القوط»، وكان من نسل أسرة ملكية القوط الغربيين وشغل منصب السلطة على المسيحيين في منطقته، ربما كان كاهنًا أو مراقبًا،:155 لكن العديد من العلماء أخذوه ليكون شخصًا عاديًا.:147
كتب باللغة العربية، والتي أصبحت بعد ذلك اللغة الشائعة للمسيحيين المستعربون الذين يعيشون في الأندلس، كانت اللغة العربية بطيئة في تبنيها من قبل رجال الدين الكاثوليك الأيبريين؛ لأن اللغة العربية فرضتها الحكومة الإسلامية وأن الكنيسة أرادت أن تظهر منفصلة تمامًا عن الإسلام، اتسمت أعمال حفص بن البر في ترجمة سفر المزامير وغيرها من الأعمال اللاهوتية بأنها جزء لا يتجزأ من الحفاظ على الكنيسة الأيبيرية في ظل الإسلام لأنها سمحت للمسيحيين الذين نشأوا في ثقافة عربية بالمشاركة الكاملة في العقيدة المسيحية.:151-152

## الخلفية

الأندلس في القرن العاشر

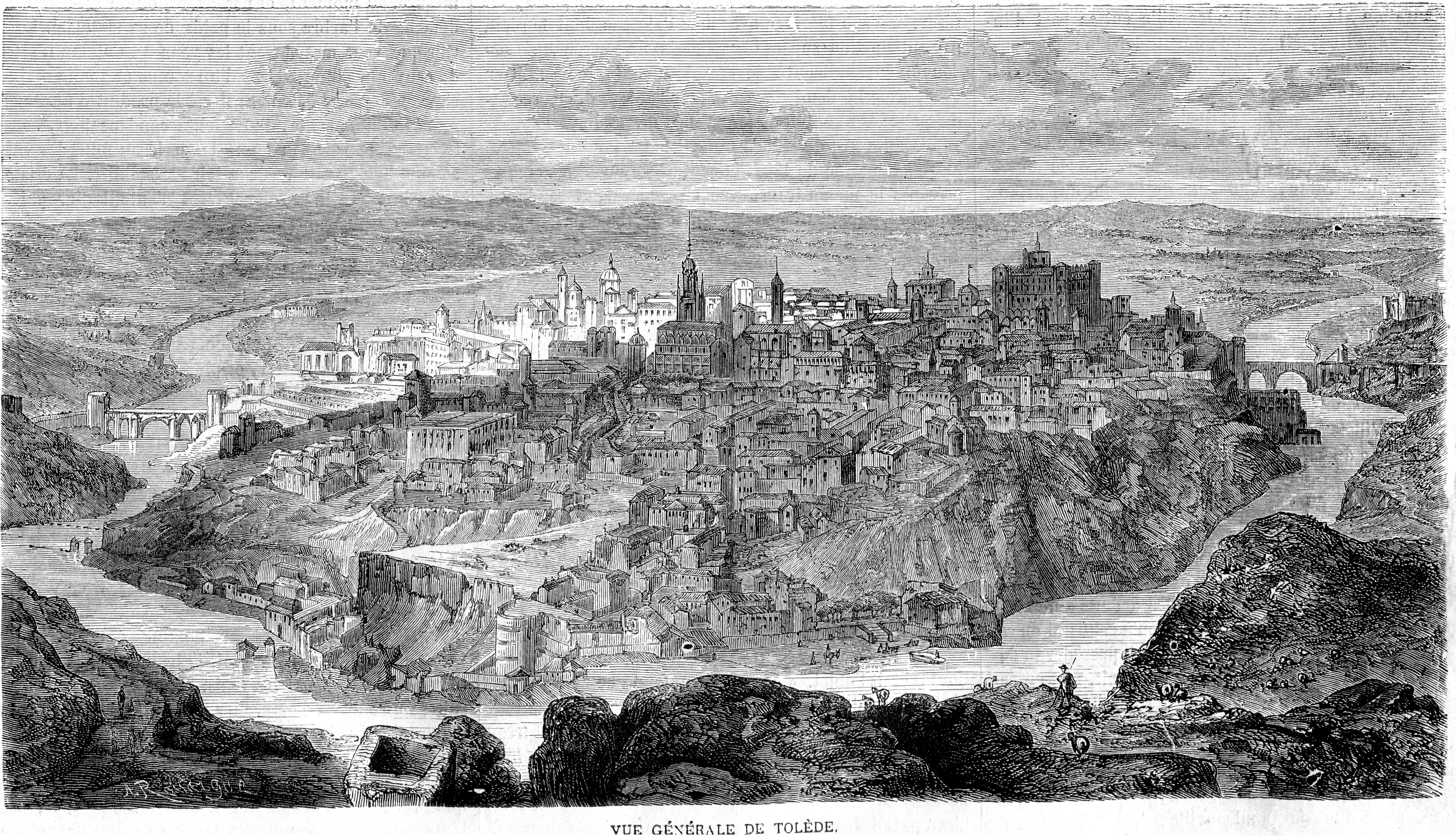
مدينة توليدو

ومع قرب نهاية فترة القوط الغربيين من تاريخ أيبيريا، حكم القوطيون الغربيون من قبل مملكة منتخبة من قبل الكنيسة،:356–360 كان هذا النظام مستقراً لبعض الوقت، ولكن في النهاية أصبح أطفال الملوك السابقين يدعون للعرش واندلعت الحروب الأهلية، في عام 711 م، سقطت مملكة القوط الغربيين، في خضم حرب أهلية واحدة، على أيدي القوات الإسلامية، خلال الغزو كان هناك اثنان من المطالبين القوطيين الغربيين: حكم المطالب الرئيسي رودريك من العاصمة القديمة توليدو وسيطر على الجنوب الغربي، في حين حكم أشيلا الثاني على هيسبانيا تاركونينسيس وغليا ناربونينسيس في الشمال الشرقي،:131 أشيلا خلفه شقيقه الأصغر أردو في ناربونينسيس بمفرده، كما اتخذت تاركونينسيس من قبل القوات الإسلامية.:140
تباينت مصير المسيحيين المهزومين من حالة إلى أخرى، عادة ما أعطت عقود أهل الذمة المعيارية حقوقًا أقل للمسيحيين واليهود من نظرائهم المسلمين،:25, 445 غالبًا ما استطاع النبلاء، مثل كونت ثيودمير، التفاوض على المعاهدات التي سمحت لهم بالاحتفاظ ببعض وضعهم وأرضهم وثرواتهم، إلى جانب حقوق رعاياهم،:39–41 تفاوض أبناء الملك ويتيزا، القوط القوطي قبل الغزو الإسلامي، على المعاهدات واحتفظوا بأهمية كبيرة، يشير المقري وقائع ألفونسو الثالث إلى رومولوس وأرتاباسدوس وألموندوس، وتذكر سجلات أخرى وعلم الأنساب إيفان وسيسيبوت بالإضافة إلى أبناء ويتيزا الآخرين،:15 استقر رومولوس في توليدو وامتلك أراضي واسعة في شرق إسبانيا، بعض العلماء يعتقدون أن أسماء رومولوس وأرتاباسدوس هي فساد من أشيلا وأردو على التوالي، هذا من شأنه أن يفسر مقتنيات رومولوس في شرق إسبانيا.
في القرون التي تلت الفتح الإسلامي لإسبانيا، كان لأسلاف رومولوس قوة كبيرة على مزاراب الأندلس بسبب حقيقة أن ممثلي المجتمعات المسيحية، الذين يطلق عليهم التعداد، كانوا مطلوبين لأن يكونوا مسيحيين بأنفسهم، حفص بن البر كان من نسل رومولوس،:54 ويعتبر مسيحيي توليدو،:50 على الرغم من أن ابن القوطية يشير إليه باسم القاضي،:14 كان للمجتمعات المسيحية الأخرى تهم، مثل فلافيوس أثول من كويمبرا، نجل الأمير سيسبوت المذكور أعلاه،:28 كان أبو سعيد القميس، منحدر من عرتباسدوس، ويعتبر مسيحيي الأندلس،:31 ربما لأنه عاش في قرطبة، عاصمة الأندلس. كان أبو سعيد يمتلك عقارات واسعة في وسط الأندلس.:77

### الاسم
عادة يتذكر حفص بالإسم المنسوب للأب«ابن البر»، وعادة ما يؤخذ للإشارة إلى أنه ابن ألفارو قرطبة،:360 على الرغم من أن البعض يدعي أن حفص من المرجح أن يكون حفيد ألفارو أو من سلالته، وأيضًا يتذكر إما القوط أو القرطبي، يأخذ البعض القرطبي بأن يكون من الأسماء مستعارة، يعتقد البعض الآخر أن القرطبي هو إما فساد للقوطي أو محاولة متعمدة لربطه بشكل وثيق مع ألفارو،:140 يُعتقد أنه وُلد باسم لاتيني أو اسم قوطي كامل، لكن هذا قد فقد.:216
في مخطوطة واحدة يشار إليه باسم ابن القوطي، يظهر في النصوص اليهودية الإسبانية باسم حفيق القوطي، في النصوص المغربية، ظهر بدلاً من ذلك على أنه الفوتي، هذا لأن الحروف: ق وف (عادة ما تكون بالحروف اللاتينية بالكلمة (q و f)على التوالي) متشابهة بشكل خاص في الأبجدية العربية المغاربية،:67 هذه الأخطاء الكتابية في بعض الأحيان تخلط بين التفاصيل حول خلفيته، ديفيد كولفيل، أول شخص يترجم أعمال حفص بن البر إلى الإنجليزية، يعتقد أن حفص كان يهوديًا، أدحض أدولف نيوبور ذلك بناءً على أعمال حفص الأخرى، مثل جدالاته المؤيدة للمسيحيين، والتي لم تكن متاحة لكولفيل، ورفض أيضًا الفرضية القائلة بأن حفص كان كونفرسوس يهودي على أساس أن الكتاب اليهود الذين شعروا بعدم الارتياح لاستخدام أعمال المرتدين استخدموا أعمال حفص على نطاق واسع، اعتقد نيوبور أن حفص عربي أو مسيحي سرياني بسبب استخدامه لأشكال عربية شرقية،:68 يقترح لقبه «القوطي» وأسرته القوطية إلى خلفية قوطية وليس خلفية عربية أو سريانية، اليوم، هو أخذ ليكون من خلفية القوط الغربيين.

## أعماله
كتب حفص جميع أعماله المتبقية باللغة العربية، أحد الأسباب وراء قيامه بذلك هو إزالة، أو على الأقل إضعاف، الصلة بين اللغة العربية والإسلام، في حين يرى البعض أن حفص يبتعد عن معتقدات ألفارو، يعتقد البعض الآخر أنه يتسم بنفس القدر من الفكر والرغبة في الحفاظ على المعتقدات والثقافة المسيحية، بينما ركز ألفارو على الدفاع عن المسيحية، كان حفص يتحدى الإسلام بمهارة من خلال ربط اللغة العربية بالأعمال المسيحية،:152 استخدم المفردات الإسلامية طوال أعماله (مثل الإشارة إلى المزامير كسور)،:12-13 حتى عندما عبر عن أفكار مسيحية تعارض الإسلام تمامًا، مثل الثالوث أو أن المزامير كانت نبوءات عن حياة يسوع، استخدامه الحر للأشكال الشعرية العربية المعقدة ولغة الرنان الإسلامي حد من التهميش الذي شعر به المسيحيون خلال القرن العاشر وما بعده، جميع المفكرين الرئيسيين الذين عاشوا بعد حفص استخدموا اللغة العربية بشكل واسع.

### سفر المزامير العربية
عمل حفص الأكثر شهرة هو ترجمة لكتاب المزامير بأكمله إلى اللغة العربية مع مقدمة شعرية خاصة به، أنجزت في عام 889 م،:360 كل مزمور له عنوان يشرح ما إذا كان المزمور يتعلق بحياة المسيح والكنيسة والصحة الروحية للمؤمنين،:9 مثال على ذلك هو توجهه إلى المزمور 1 ، الذي ينص على «هذا المزمور يتنبأ بميلاد المسيح ابن مريم».:68
لقد فعل ذلك بمساعدة وإذن من مطران فالنس في قرطبة (862-875)، الذي حظي حفص بتقدير كبير،:144 استندت إلى نسخة نثرية سابقة ترجمها حفص من الكتاب المقدس اللاتيني القديم، استخدم الإصدار الأحدث والأكثر شعرية النسخة اللاتينية للانجيل أكثر، هذه الترجمة العربية مهمة لأنها تمثل نقطة تحول في الاستيعاب الثقافي للمسيحيين الأصليين، قبل ثلاثين سنة فقط، كان ألفارو قد شجب علانية استخدام اللغة العربية بين المسيحيين، حفص، من ناحية أخرى، شمل اللغة العربية بالكامل وترجمت مزاميره في بيت الشعر رجاز العربية، كان يدرك أن بيت الشعر راجاز كانت يعتبر أدنى بين العرب، لكنه دافع عن استخدامه على أساس أنه أكثر موسيقيًا، وفهمه بسهولة وسُمح له بالترجمة حرفية، كان يعتقد أن المزامير كانت في الأساس رجاز العبرية.:45
دافع حفص عن ترجمته على أساس رسالة بولس الأولى إلى أهل كورينثوس 14، والتي فسرها بولس الطرسوسي على أنه يدعو إلى ترجمة الكتاب المقدس، قال إن الرسول يتوقع من الناس أن يصلوا بلغاتهم، اعتقد حفص أن المزامير كانت حجر الأساس للصلاة المسيحية، لقد استخدم مثال ترجمات المزامير إلى اليونانية والسريانية والفارسية واللاتينية لتبرير ترجمته الخاصة،:47-48 كما ناشد سلطة المطران فالنس وعدد من الرهبان والكهنة الذين شجعوه في عمله، وأوضح أنه كان ينوي ترجمته من المزامير؛ من أجل أن تستخدم في ليتورجيا في الكنائس والأديرة ومن أجل «مغفرة الخطايا».
غالباً ما تنقل أعمال حفص عن الأناجيل على النحو المترجم من قبل إسحاق بن بلاشك القرطبي (إسباني: إسحاق فيلاسكو قرطباني)،:69 أكملت إما 904 أو 942 (اعتمادًا على كيفية قراءة النقوش التي يرجع تاريخها)،:61 مما يجعل من ترجمة المزامير حفص عملًا مبكراً، ليس هو أقدم ترجمة للمزامير إلى العربية، رئيس المطران جون إشبيلية (يُذكر باسم: زيد المطران) يُعتقد أنه أنتج ترجمة المزامير والرسائل الإنجيلية المحفوظة في مور ستيفنس مدريد 4971،:75 قدم أيضًا تعليقًا وشارك في مجلس قرطبة عام 839، أصبح مطران عام 831 وتوفي 851، يقال إن نسخة حفص أكثر طلاقة وتعقيدًا، في حين أن نسخة جون صارمة وحرفية.:75

### أعمال أخرى
يُعتقد أن حفص قام بترجمة كتب أوروسيوس السبعة للتاريخ ضد الوثنيين وأعمال جيروم.:14 كتب عددًا من الأعمال الأصلية بشكل جيد، تعتبر أطروحته حول الثالوث أول جدلية معادية للإسلام مكتوبة في الغرب،:14 كما كتب مقالاً بعنوان الفقه وكتابين: كتاب الحروف وكتاب المسائل السبعة والخمسون (كتاب الأسئلة السبعة والخمسون)، أشار كتاب اليهود من السنوات اللاحقة إلى حفص بصفته مؤلف كتاب «القوطي»، وهو عبارة عن مجموعة من الأقوال المأثورة.:150

## الموت والإرث
كتب ابن القوطي أن حفص بن البر كان لا يزال حيا في 961، كان حفص يحظى بتقدير كبير بين المسيحيين واليهود والمسلمين في إسبانيا، وكانت أعماله التي تصف الثالوث، وطبيعة المسيح والإفخارستيا تعتبر نهائية بعد موته بفترة طويلة،:244 بقيت ترجمته للمزامير شائعة بعد وفاته، ليس فقط للاستخدام المقصود للكنيسة والرهبانية، ولكن أيضًا بين المسلمين واليهود أيضًا، هذه هي النسخة التي استخدمها القرطبي وموسى بن عزرا وابن جابرول.
يُعتقد أن «رئيس بلدية موزارابس» الذي كان موجود بعد توليدو من قِبل المسيحيين في عام 1085 هي استمرار لقب اعتبار مسيحيي توليدو،:79 ستستمر الثقافة المسيحية العربية في توليدو لعدة قرون بعد وفاة حفص، مع بقاء بعض العناصر الثقافية العربية حتى العصر الحديث المبكر.